# U.S. Women's Hard Court Championships 1988
U.S. Women's Hard Court Championships 1988 — тенісний турнір, що проходив на відкритих кортах з твердим покриттям у Сан-Антоніо (США). Належав до турнірів 3-ї категорії в рамках Туру WTA 1988. Тривав з 29 лютого до 5 березня 1988 року. Штеффі Граф здобула титул в одиночному розряді.

## Фінальна частина

### Одиночний розряд
Штеффі Граф —  Катарина Малеєва 6–4, 6–1
- Для Граф це був 2-й титул за сезон і 27-й — за кар'єру.

### Парний розряд
Лорі Макніл /  Гелена Сукова —  Розалін Феербенк /  Гретхен Магерс 6–3, 6–7, 6–2
- Для Макніл це був 3-й титул за сезон і 14-й — за кар'єру. Для Сукової це був 1-й титул за рік і 29-й — за кар'єру.